# Tmetolophota sulcana
Tmetolophota sulcana är en fjärilsart som först beskrevs av Richard William Fereday 1880.  Tmetolophota sulcana ingår i släktet Tmetolophota och familjen nattflyn. Inga underarter finns listade i Catalogue of Life.